# Aksza
Aksza (ros. Акша) – wieś w Rosji, w Kraju Zabajkalskim, ośrodek administracyjny rejonu akszyńskiego. W 2010 liczyła 3941 mieszkańców.